# Прапор Верхнього Струтина
Прапор Верхнього Струтина — офіційний символ села Верхній Струтинь. Автори: Володимир Мацьків та Андрій Гречило.

## Опис
Квадратне полотнище, яке складається з п'яти горизонтальних смуг — синього, жовтого, зеленого, червоного і чорного кольорів (співвідношення ширини смуг відповідно становить 1:1:6:1:1); посередині зеленої смуги — жовтий сокіл з розгорнутими крильми і повернутою головою до древка.
Прапор являє собою квадратне полотнище, яке складається з п'яти горизонтально розташованих смуг. Центральна смуга зеленого кольору. Вона становить 3\5 від ширини прапора. В ній розміщений жовтий сокіл повернутий головою до древка. Зверху розташовані дві рівні смуги (по 1/10 від ширини прапора). Верхня синя, а нижня жовта. Ці дві смуги втілюють державний прапор України. Внизу аналогічно дві смуги червоного і чорного кольорів утворюють прапор УПА. Державний прапор і прапор УПА символізують патріотизм мешканців села, які віддали життя за волю нашої країни.

## Посилання

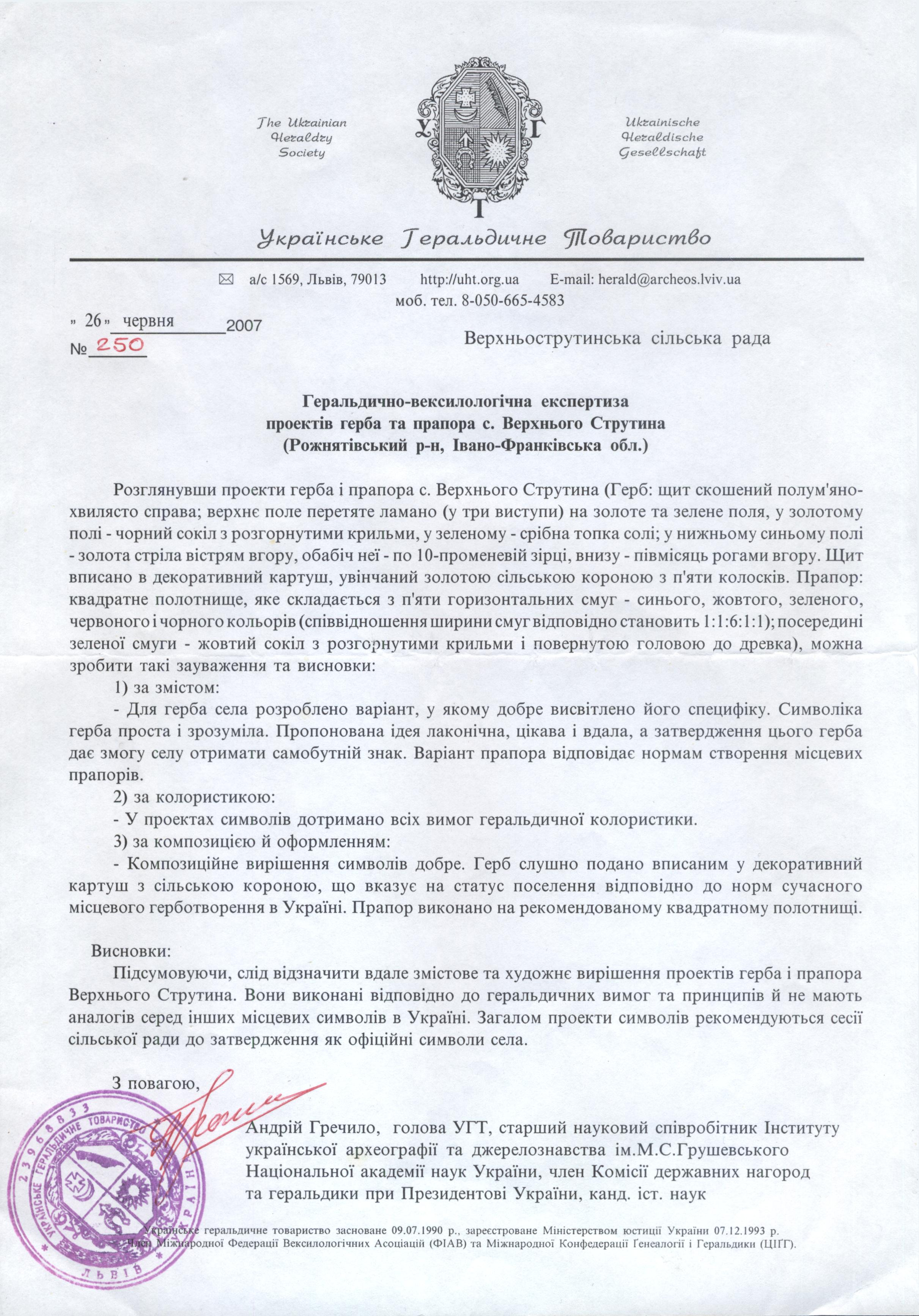
Геральдично-вексилологічна експертиза